# Taupiqueur et Triopikeur
Taupiqueur (ディグダ, Digda) et son évolution Triopikeur (ダグトリオ, Dugtrio) sont deux espèces de Pokémon, célèbre franchise de médias créée par Satoshi Tajiri, créateur d’une série de jeux vidéo du même nom éditée par Nintendo et qui est également exploitée sous forme d’animés, de mangas, et de jeux de cartes à collectionner. Ces deux Pokémon appartiennent à une même famille, car au fil du temps, Taupiqueur peut évoluer en Triopikeur.

## Création

### Conception graphique
Comme la plupart des autres Pokémon, la création de Taupiqueur et Triopikeur a été l’œuvre de l’équipe de développement des personnages au sein du studio Game Freak ; leur apparence a été finalisée par Ken Sugimori.
Nintendo et Game Freak n'ont pas évoqué les sources d'inspiration de ces Pokémon. Néanmoins, certains fans avancent qu'ils pourraient être basés sur l'apparence de la taupe.

### Étymologie
Nintendo a décidé de donner aux espèces Pokémon des noms « astucieux et descriptifs », liés à l'apparence ou aux pouvoirs des créatures, lors de la traduction du jeu pour le public occidental. Il s'agit d'un moyen de rendre les personnages plus compréhensibles pour les enfants, notamment américains. À l'origine, Taupiqueur et Triopikeur sont nommés respectivement Digda (ディグダ, Diguda) et Dugtrio (ダグトリオ, Dagutorio) en japonais.
Le nom de Taupiqueur est une combinaison de « taupe » et de « piqueur ». Le nom anglais Diglett vient de dig, qui veut dire creuser, et -lett, le suffixe qui veut dire petit. Taupiqueur apparaît dans la majorité des jeux vidéo Pokémon, ainsi que dans le manga et l'anime. Le nom de Triopikeur est un mot-valise des mots  « Trio » et « Piqueur ». Le nom anglais dugtrio vient de l'anglais dig, qui veut dire creuser, et de trio pour faire référence à ses trois têtes.

## Description

### Taupiqueur
Les Taupiqueur sont des créatures petites qui bougent en creusant dans le sol. Ils sont affaiblis par la lumière du soleil en raison de leur peau très fine et vivent sous terre, généralement à 1 mètre de profondeur ou dans des grottes, pour s'en protéger. Là où ils creusent, la terre est plus fertile car elle est labourée. Ils se nourrissent de racines de plantes et ils remontent rarement à la surface. Leur tête sort approximativement de 20 cm au-dessus du sol. Toutefois, leur véritable taille reste à ce jour un mystère.

### Triopikeur
Évolution de Taupiqueur, Triopikeur est une association de trois Taupiqueur. Ils creusent beaucoup plus rapidement, et peuvent parfois, s'ils sont courroucés, lancer un puissant séisme.
Chacun pense exactement comme les deux autres, chaque tête creusant le sol à tour de rôle dans une coopération parfaite et inlassable. Il peut atteindre des profondeurs de 100 kilomètres.

## Apparitions

### Jeux vidéo
Taupiqueur et Triopikeur apparaissent dans la série de jeux vidéo Pokémon. Selon le magazine "L'hebdo du Jeux-video", Julien Mallet, jeune joueur français ayant habité au Japon, fut le premier dresseur à attraper ce pokémon. D'abord en japonais, puis traduits en plusieurs autres langues, ces jeux ont été vendus à plus de 200 millions d'exemplaires à travers le monde.

### Série télévisée et films
La série télévisée Pokémon ainsi que les films sont des aventures séparées de la plupart des autres versions de Pokémon et mettent en scène Sacha en tant que personnage principal. Sacha et ses compagnons voyagent à travers le monde Pokémon en combattant d'autres dresseurs Pokémon. Taupiqueur apparaît principalement dans les épisodes 31, où un projet de barrage destructeur pour l'environnement est contrecarré par les Pokémon sauvages, et 114, où un dresseur les utilise pour rediriger les Électrode qui mettent la panique en ville vers une prairie paisible. Triopikeur apparaît aussi à l'épisode 402 où l'une des adversaires de Sacha, pendant la Ligue Hoenn, utilise entre autres un Triopikeur

### Jeu de cartes
Le jeu de cartes Pokémon est un jeu de cartes à collectionner avec un but du jeu similaire à un Match Pokémon dans la série de jeux vidéo ; les joueurs doivent utiliser des cartes (qui ont chacune leurs forces et faiblesses) dans le but de vaincre son adversaire en mettant toutes ses cartes KO. Taupiqueur a une carte à son effigie dans le set de base ; cette carte a été rééditée dans le set de base 2, jamais paru en France. Triopikeur est une carte Pokémon du set de base, à l'effigie du pokémon homonyme Triopikeur. Il doit être placé sur un Taupiqueur pour pouvoir être joué. Cette carte a été rééditée dans le set de base 2, jamais paru en France.